# 石見食品工業所
石見食品工業所（いわみしょくひんこうぎょうしょ）は、大阪市東住吉区にある調味料メーカーである。
1935年（昭和10年）に創業。以来、少人数の家族経営を行っている。
創業者の坂井一男が開発したヘルメスソースの製造元で、地元・大阪でも相当な通でなければ知らない幻のソースといわれている。